# Jako nikdy
Jako nikdy je český film z roku 2013. Snímek režíroval Zdeněk Tyc. V hlavních rolích se objevili Petra Špalková, Taťjana Medvecká a Jiří Schmitzer. Příběh pojednává o umírání hlavní postavy v blízkosti milenky a manželky.
Film v roce 2013 v českých kinech vidělo 2 799 diváků. Na festivalu Finále Plzeň byl film oceněn Zlatým ledňáčkem a cenou studentské poroty.

## Recenze
- Jako nikdy – 67 % na Film CZ -
- Na ČSKR je 6 kritik. Celkové hodnocení: 79.1667% -
- Recenze: Jako nikdy - 90% -